# Province de Nakhon Sawan
Nakhon Sawan (en thaï : นครสวรรค์) est une province (changwat) de Thaïlande.
Elle est située dans le centre du pays. Sa capitale est la ville de Nakhon Sawan, située sur la rive orientale de la Ping, à son confluent avec la Nan, qui forment la Chao Phraya.
La province possède la plus grande zone humide du centre du pays, le Bueng Boraphet, situé juste à l'est du confluent. 

## Subdivisions

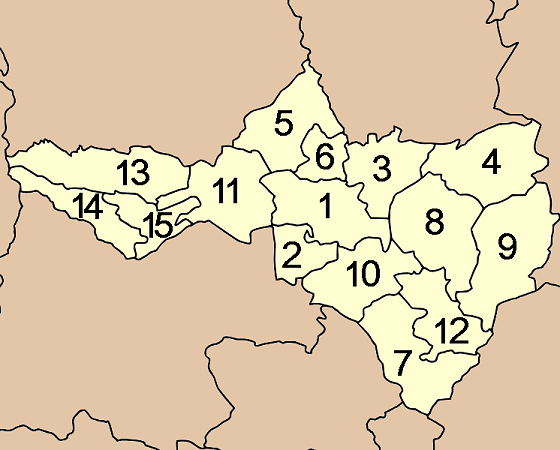
Carte des amphoe de la province de Nakhon Sawan.

Nakhon Sawan est subdivisée en 15 districts (amphoe) : Ces districts sont eux-mêmes subdivisés en 130 sous-districts (tambon) et 1 328 villages (muban).